# جایزه سوزان اسمیت بلکبرن
جایزه سوزان اسمیت بلکبرن که در سال ۱۹۷۸ تأسیس شد، بزرگ‌ترین و قدیمی‌ترین جایزه نمایشنامه‌نویسی برای زنان و نویسندگان تئاتر انگلیسی‌زبان است. به نام سوزان اسمیت بلکبرن (۱۹۳۵–۱۹۷۷)، فارغ‌التحصیل کالج اسمیت، که بر اثر سرطان سینه درگذشت، نامگذاری شده است.

## برندگان
- 1978-79 مری اومالی
- ۱۹۷۹–۸۰ باربارا شنادر
- 1980-81 وندی کسلمن
- 1981-82 نیل دان
- ۱۹۸۲–۸۳ مارشا نورمن
- ۱۹۸۳–۸۴ کارل چرچیل
- 1984-86 شیرلی جی
- 1986-86 آن دیولین
- 1986-87 ماری گالاگر
- 1986-87 ایلن مکلافلین
- ۱۹۸۷–۸۸ کارل چرچیل
- ۱۹۸۸–۸۹ وندی واسستین
- ۱۹۸۹–۹۰ لوسی گانون
- 1990-91 رونا مونرو و شیرل وست
- 1991-92 تیمبرلیک ورتنبیکر
- 1992-93 مارلان میئر
- 1993-94 جین کولز
- 1994-95 سوزان میلر، کریستین تاتچر، نومی والاس
- ۱۹۹۵–۹۶ نومی والاس
- 1996-97 مارینا کار
- 1997-98 موئرا بوفینی
- ۱۹۹۷–۹۸ پاولا وگل
- ۱۹۹۸–۹۹ جسیکا گولدبرگ
- ۱۹۹۹–۰۰ بریجیت کارپنتر
- ۲۰۰۰–۰۱ شارلوت جونز
- 2001-02 جینا جئونفریدو
- 2001-02 سوزان میلر
- 2002-03 دائل اورلاندرزمیت
- سال ۲۰۰۳–۰۴ سارا رُل
- 2004-05 گربریت کور باتی
- ۲۰۰۵–۰۶ آملیا بولمور
- 2006-07 لوسی کالدوئل، شیلا کالگان، استلا فیلی، آبی اسپالن
- 2007-08 جودیت تامپسون
- 2008-09 کلو موس[۳]
- ۲۰۰۹–۲۰۱۰ جولیا چو
- 2010-11 سالن کاتوری[۴]
- 2011-12 جنیفر هیلی[۵]
- ۲۰۱۲–۱۳ آنی بیکر
- 2013-14 لوسی کریکوود
- ۲۰۱۴–۱۵ تنای ستیویچ
- ۲۰۱۵–۱۶ لین نوتج
- 2016-17 کلار بارون
- ۲۰۱۷–۱۸ آلیس بیرچ
- ۲۰۱۸–۱۹ جیکی سیبلیز دروری[۶]
- ۲۰۱۹–۲۰ لوسی[۷]
- 2020-21 اریکا دیکرسون-دسپنزا[۸]
- 2021-22 بنتک لومب[۹]
- ۲۰۲۲–۲۳ سارا مانتل[۱۰]
- ۲۰۲۳–۲۴ آوا پیکت[۱۱]
- 2024-25 ak payne[۱۲]

## تقدیر ویژه
- جودیت آدامز ۱۹۹۸–۹۹†
- لسلی آیوازیان ۱۹۹۵–۹۶†
- لسلی بروس ۱۹۹۳–۹۴†
- کاریل چرچیل ۱۹۸۲–۸۳†
- میگدالیا کروز ۱۹۹۰–۹۱†
- جوانا مک‌کللند گلس ۱۹۸۰–۸۱ †
- زینی هریس ۲۰۰۰–۲۰۰۱†
- قاضی ههیر ۲۰۲۳–۲۴
- بث هنلی ۱۹۷۹–۱۹۸۰†
- جولی هبرت ۱۹۹۸–۹۹†
- بث هنلی ۱۹۷۹–۱۹۸۰†
- نائومی ایزوکا ۲۰۰۰–۲۰۰۱†
- جولیا جردن ۲۰۰۱–۲۰۰۲†
- الیزابت کوتی ۱۹۹۹–۲۰۰۲
- جوانا لارنس ۲۰۰۰–۲۰۰۱†
- برایونی لاوری ۲۰۰۲–۲۰۰۳†
- کیمبر لی ۲۰۲۰–۲۱
- لیزا لومر ۱۹۹۳–۹۴†
- شارمن مک‌دونالد ۱۹۸۴–۸۵†
- کلوئی ماس ۲۰۰۴–۲۰۰۵†
- فیلیس ناگی ۱۹۹۵–۹۶†
- ایفه اولوجوبی ۲۰۲۰–۲۱
- دائل اورلندراسمیت ۱۹۹۹–۲۰۰۲
- پینوک وینسوم ۱۹۸۹–۹۰†
- جنی شوارتز ۲۰۰۷–۲۰۰۸†
- لین سیفرت ۱۹۸۳–۸۴†، ۱۹۹۱–۹۲†
- تیمبرلیک ورتن بیکر ۱۹۸۸–۸۹†